# Apogon selas
Apogon selas är en fiskart som beskrevs av Randall och Hayashi, 1990. Apogon selas ingår i släktet Apogon och familjen Apogonidae. Inga underarter finns listade i Catalogue of Life.